# Lead-Stil
Der Lead-Stil ist eine journalistische Ausdrucksform und bezeichnet die Kombination aus Informationsschlagzeile, Untertitel, Vorspann und Bericht. Er wird üblicherweise in der Zeitung benutzt. Eher bekannt ist der Lead (Vorspann), der gemäß dem Prinzip der umgekehrten Pyramide die Funktion der Zusammenfassung des Nachrichteninhalts übernimmt.

## Gliederung
1. Informationsschlagzeile, Untertitel
2. Vorspann (Lead)
3. ausführlicher Bericht

Die Informationsschlagzeile soll beim Leser Aufmerksamkeit und Neugier wecken und den Nachrichtenkern enthalten. 
Der Untertitel soll einen Überblick über die einzelnen Bestandteile des Geschehens vermitteln.
Im Vorspann (Lead) wird neben Ort und Zeit noch genauer das Geschehen erklärt (W-Fragen: Wer tut was wann wo usw.?).
Im Bericht werden Einzelheiten des Geschehens beschrieben.
Wesentlich ist: Ereignisse werden nicht chronologisch, sondern abgestuft nach Aktualität und Wichtigkeit beschrieben (Prinzip der umgekehrten Pyramide). Der Begriff Lead stammt aus dem amerikanischen Journalismus und bedeutete ursprünglich „Durchschuss“, später den optisch hervorgehobenen Vorspann überhaupt.

## Geschichte
Der Lead-Stil entstand einer Legende nach im amerikanischen Bürgerkrieg (Sezessionskrieg 1861–1865). Weil die Telegraphenverbindungen (das Morsen) in dieser Zeit noch nicht zuverlässig waren, kam häufig nur der erste Teil eines Gefechtsberichtes in der Redaktion an. Im ersten Abschnitt, dem Leitsatz, Nachrichtenkopf oder Lead, mussten schon die wichtigsten W-Fragen (Was ist passiert? Wo ist es passiert? …) beantwortet sein. Im zweiten Abschnitt, dem Nachrichtenkörper oder Body, folgten die weiteren Detailinformationen.
Tatsächlich hatte der neue Nachrichtenaufbau sehr wenig mit dem Bürgerkrieg zu tun. Auch in Deutschland orientierten sich die Nachrichtenjournalisten mit der Einführung des Telegraphen ab 1849 mehr und mehr am Lead-Stil. Die Telegraphenübertragung war einfach sehr teuer und zwang die Journalisten, das Neueste an den Anfang zu stellen.

## Trivia
Die weltweit über die Nachrichtensender CNN und CNN International ausgestrahlte Nachrichtensendung The Lead with Jake Tapper wurde in Anlehnung an den Lead-Stil benannt.